# Eucalyptus scyphocalyx
Eucalyptus scyphocalyx là một loài thực vật có hoa trong Họ Đào kim nương. Loài này được (Benth.) Maiden & Blakely mô tả khoa học đầu tiên năm 1929.